# Сан-Квентин (фильм)
«Сан-Квентин» (англ. San Quentin) — американский криминальный фильм режиссёра Ллойда Бэкона, который вышел на экраны в 1937 году.
Фильм рассказывает о профессиональном преступнике Джо Кеннеди (Хамфри Богарт), который попадает в тюрьму Сан-Квентин, где под влиянием справедливого главного надзирателя Стивена Джеймсона (Пэт О’Брайен) начинает постепенно исправляться. Однако другие заключённые провоцируют его на побег, в ходе которого он получает тяжелое ранение. Самостоятельно вернувшись в тюрьму, Джо умирает, вспоминая добрыми словами Стивена. Значительная часть съёмок проводилась на натуре непосредственно в тюрьме Сан-Квентин.
Фильм относится к субжанру тюремной драмы, который получил широкое распространение в 1930-е годы после появления таких популярных картин, как «Я — беглый каторжник» (1932), «20 000 лет в Синг-Синге» (1932) и «Адское шоссе» (1932).
Фильм получил сдержанно положительную оценку критики главным образом за натурные тюремные съёмки и хорошую игру как основных актёров, так и актёров второго плана, исполнивших роли заключённых. Вместе с тем фильм критиковался за слабость истории и любовной сюжетной линии.

## Сюжет
Тюрьма штата Калифорния Сан-Квентин расположена к северу от города Сан-Франциско в штате Калифорния. Исполняющий обязанности главного надзирателя тюрьмы лейтенант Дрэггин (Бартон Маклейн) необоснованно жестоко и несправедливо обходится с заключёнными, что приводит к частым волнениям. Начальник тюрьмы Тейлор (Джо Кинг) вызывает Дрэггина к себе, сообщая, что новым главным надзирателем назначен инструктор армии США, капитан Стивен Джеймсон (Пэт О’Брайен). В одном из ресторанов Сан-Франциско Джеймсон со своими армейскими товарищами отмечает новое назначение, обращая внимание на певицу Мэй Кеннеди (Энн Шеридан). Он приглашает её за отдельный столик и проводит с ней время за приятной беседой, когда неожиданно её вызывают к служебному входу. Мэй видит своего взволнованного брата Джо «Реда» Кеннеди (Хамфри Богарт), который сообщает, что нашёл наконец хорошую работу и уезжает в Сиэтл, но при этом просит у неё денег. В этот момент Джо окружают полицейские и, несмотря на то, что он пытается оказать сопротивление, на глазах у Стивена его задерживают.
Начальник тюрьмы представляет Стивена сотрудникам тюрьмы и заключённым, перед которыми он сразу проявляет себя строгим, но справедливым и умным руководителем, провозглашая свои главные принципы — «дисциплина и порядок». Вскоре в тюрьму доставляют Джо, который осуждён на десять лет за вооружённое ограбление. Вместе с ним прибывает ещё один заключённый, рецидивист Сэйлор-бой Хансен (Джо Сойер). Поначалу Сэйлор-бой перед другими заключёнными разыгрывает Джо, который хвастается, что благодаря своим связям скоро выйдет на свободу. Это приводит к драке между ними, после чего Джо приводят к Стивену, который выносит ему строгое, но справедливое наказание. Стивен ищет встречи с Мэй, приходя в ресторан. Она приглашает его домой, рассказывая о несчастной участи Джо, который был хорошим парнем, но после исправительной школы пошёл по неверному пути в жизни. Мэй получает свидание с Джо, где по его настоянию она передаёт брату деньги, что запрещено правилами. Надзиратели замечают это и прекращают свидание, а Мэй отправляют в кабинет главного надзирателя, где она с удивлением узнаёт, что эту должность занимает Стивен. Он обещает ей сделать всё возможное, чтобы вернуть Джо к нормальной жизни. Сначала Стивен переводит Джо от рецидивистов к новичкам, и, видя, что тот не имеет нарушений, разрешает направить его на работу в производственный цех. Там Джо сближается с Сэйлор-боем, который сообщает ему, что задумал бежать, для чего надо добиться назначения на работу в так называемую «дорожную бригаду», которая работает за тюремными стенами. Тем временем один из безумных заключённых случайно завладевает винтовкой, которую уронил охранник, однако Стивен, демонстрируя личное мужество, спокойно разоружает его, после чего поручает направить его на психиатрическое лечение. Вскоре оглашаются списки тех, кто зачислен в дорожную бригаду, в которую Стивен включил только тех, кто не имеет за собой особого криминального опыта и нарушений за время пребывания в тюрьме, куда попадает и Джо. Такое положение не устраивает рецидивистов, которые пытаются организовать среди заключённых бунт. Хотя Стивену и администрации удаётся быстро успокоить ситуацию, Дрэггин рассказывает о случившемся знакомому репортёру, после чего информацию о неспокойной ситуации в тюрьме публикуют многие газеты. Наблюдательный совет тюрьмы посвящает сложившемуся положению особое заседание, на котором Стивен объясняет, что существует два типа заключённых. С одной стороны, это матёрые преступники, которых невозможно исправить и которые рассчитывают получить назначение в «дорожную бригаду», чтобы организовать побег, а с другой стороны, те, кто искренно старается исправиться, и именно им Стивен доверил места в бригаде. Он обещает членам совета, что удержит ситуацию под контролем, и получает поддержку с их стороны. Мэй приезжает на работу к Стивену, где благодарит его за то, что под его присмотром дела у Джо пошли на поправку.
Во время очередного свидания Сэйлор-бой сообщает своей подружке Хелен (Веда Энн Борг), что вскоре его переведут на дорожные работы, и поручает ей ежедневно проезжать на автомобиле по сооружаемой дороге с тем, чтобы в удобный момент он смог с её помощью сбежать. Это слышит один из стукачей среди заключённых, который доносит об этом Дрэггину, после чего лейтенант в обход Стивена вписывает имя Сэйлор-боя в состав дорожной бригады. Сэйлор-бой рассказывает Джо о своём плане побега и предлагает ему бежать вместе, однако Джо отказывается, рассчитывая при примерном поведении выйти на свободу через два года на законных основаниях. В этот момент в бараке заходит разговор о том, что главный надзиратель ухлёстывает за сестрой Джо, и потому тот рассчитывает на особое отношение к себе. Взбешённый такими разговорами, Джо меняет своё решение и заявляет, что бежит вместе с Сэйлор-боем. Через некоторое время после того, когда дорожная бригада приступила к работе, Хелен умышленно останавливается напротив работающих заключённых, предварительно спустив колесо. Она просит одного из надзирателей помочь ей с заменой, и тот поручает сделать это Сэйлор-бою и Джо, которые проходят с тележкой мимо. Они залезают в багажник автомобиля за инструментами, где Хелен спрятала для них два револьвера. Затем, угрожая оружием, они берут в заложники Дрэггина и уезжают на автомобиле. Надзиратели бросаются за ними в погоню. Через офис Стивена мгновенно объявляется общая тревога, и к поимке преступников подключаются силы местного шерифа. По дороге заключённые выталкивают Дрэггина на полном ходу из машины, он летит в овраг и разбивается насмерть. Тем временем в результате перестрелки у их машины пробивает бак с горючим. Проскочив перед проезжающим поездом и на время оторвавшись от преследователей, Сэйлор-бой и Джо останавливают встречную машину и пересаживаются в неё, продолжая движение. Однако, преследуемые полицией, они не успевают во второй раз проскочить перед проходящим поездом, их машина на полном ходу вылетает с дороги и переворачивается, при этом Сэйлор-бой разбивается насмерть, а Джо удаётся сбежать. Джо добирается до квартиры Мэй, где уже установлена полицейская засада. Туда уже приехал Стивен, который рассчитывает образумить Джо и уговорить его добровольно сдаться властям. Разъярённый на Стивена, что тот помогал ему ради того, чтобы сблизиться с его сестрой, Джо стреляет в надзирателя, раня его в руку. Мэй говорит ему, что они со Стивеном любят друг друга, и что Стивен искренно хотел ему помочь, а Джо «поверил кучке недоумков». На звук выстрела прибегают копы, однако Стивен успокаивает их, говоря, что никаких выстрелов не было. Пока Стивен и Мэй разбираются с полицейскими, Джо сбегает из квартиры через окно, однако когда во дворе он перебирается через забор, его замечают и ранят полицейские. Тем не менее, Джо удаётся на попутной машине добраться до тюрьмы Сан-Квентин, где он повисает на воротах и падает. Джо просит подоспевших надзирателей передать Стивену, что он вернулся, и что он считает Стивена отличным парнем, после чего умирает.

## В ролях
- Пэт О’Брайен — капитан Стивен Джеймсон
- Хамфри Богарт — Джо «Ред» Кеннеди
- Энн Шеридан — Мэй Кеннеди
- Бартон Маклейн — лейтенант Дрэггин
- Джо Сойер — Сейлор-бой Хансен
- Веда Энн Борг — Хелен
- Арчи Роббинс — Микки Калахан
- Джо Кинг — начальник тюрьмы Тейлор
- Гордон Оливер — капитан
- Марк Лоуренс — Венетти
- Дик Уэссел — Трасти (в титрах не указан)

## История создания фильма
Как написал историк кино Мел Нойхаус, «став в начале 1930-х годов практически первопроходцами в жанре гангстерского фильма с такими картинами, как „Маленький Цезарь“ (1930) и „Враг общества“ (1931), братья Уорнеры очень скоро столкнулись с проблемами, когда в 1933 году с введением в действие нового цензурного кодекса были запрещены некоторые сомнительные темы в кино». Главные гангстеры студии Джеймс Кэгни и Эдвард Г. Робинсон вынуждены были переквалифицироваться в правительственных агентов, в частности, в фильмах «Джимены» (1935) и «Пулями или голосами» (1936). Однако к концу 1930-х годов, когда Великая депрессия пошла на спад, «общественное внимание переключилось на переполненные исправительные учреждения», где содержалось множество людей, которые «обратились к беззаконию, чтобы выжить в тяжёлых условиях». Они часто делили камеры с гангстерами, и «их странное „сведение вместе“ вкупе с ужасающими историями о жестокости надсмотрщиков задало новую великолепную тему для газетных заголовков, которые всегда служили источником вдохновения для Уорнеров». Только в 1937 году студия выпустила три тюремных фильма, самым известным среди которых стал «Сан-Квентин».
По информации Американского института киноискусства, первоначально история, по которой поставлен фильм, называлась «Главный надсмотрщик».
Как отметил журнал Variety, «некоторые сцены снимались непосредственно в тюрьме Сан-Квентин и вокруг неё. Сцены в тюрьме снимались с расстояния так, чтобы никого из заключённых было нельзя узнать в лицо». При этом «снятые дальним планом подлинные хроникальные съёмки Сан-Квентина перемежаются со сценами в студийном павильоне Warner Bros». Дополнительные натурные съёмки проводились в Сими-Валли, каньоне Бронсона, а также на киноранчо студий Universal и Warner в Калифорнии.
По сообщению «Голливуд Репортер», актёр второго плана Том Мэннинг умер от инфаркта прямо на съёмочной площадке, и сцены с его участием пришлось переснимать уже после завершения основного съёмочного процесса.
По информации Американского института киноискусства, завершённый фильм изначально заканчивался смертью Реда у ворот Сан-Квентина. Однако после предварительного просмотра фильма глава студии Джек Уорнер решил, что финал наступает слишком резко и поручил добавить сцену завтрака капитана Джеймсона с Мэй Кеннеди, во время которой ему сообщают по телефону, что Джо «Ред» Кеннеди умер.
По документам студии, фильм принёс убыток в 223 тысячи долларов.

## Оценка фильма критикой
После выхода фильма на экраны журнал Variety назвал его «суровой и внешне аутентичной тюремной мелодрамой, которой однако не удаётся стать большим событием, потому что её любовная история не слишком сильна, а сюжет не обладает достаточной мощью». Как отмечено в рецензии, «Пэт О’Брайен, Энн Шеридан, Хамфри Богарт и Бартон Маклейн выдают хорошую игру», однако «большая часть действия отдана заключённым, руководителя тюрьмы, надсмотрщикам и так далее».
Положительно оценив картину, современный историк кино Ханс Дж. Воллстейн отметил, что «в ней для своего времени много жестокости, а также много серьёзных актёрских работ, которые могла обеспечить только Warner Bros». По мнению критика, «хотя картина и содержит большинство клише тюремных фильмов», тем не менее «Богарт, Джо Сойер и Веда Энн Борг придают ей ощущение новизны и свежести», в то время, как «О’Брайен и Шеридан без лишней суеты берут на себя заботу о романтических эпизодах», а «режиссёр Ллойд Бэкон обеспечивает картине быстрый ход». Как отметил Мел Нойхаус, «некоторые скептики» обратили внимание на маловероятное совпадение в сюжете, когда только что назначенный главный тюремный надзиратель заводит роман с девушкой, брат которой вскоре оказывается в его тюрьме. Однако «благодаря быстрой режиссуре Ллойда Бэкона, хлёсткому диалогу и галерее преступников в ролях второго плана (которых сыграли Маклейн, Сойер, Лоуренс и Фэйлен)» фильм рассеивает возможное недовольство критиков.